# カンポウ専科
カンポウ専科（かんぽうせんか）はかつてクラシエ薬品が発売していた漢方薬のシリーズ名称である。

## 概要
「カンポウ専科」は旧カネボウ薬品から販売されていたさまざまな処方の漢方製剤をとりまとめ、一つの新しいシリーズとして2007年10月にクラシエ薬品（カネボウ薬品が2007年7月1日改称）から販売された漢方薬のブランドである。かぜ薬・尿・不眠など症状により種類がある。
特に1984年に発売された「葛根湯」をはじめとするかぜ薬シリーズは病状・服用方法で分類が細かく、大まかな6種類の症状に分類されている。また服用方法により、1日2回服用タイプ（SII系）・1日3回服用エキス増量タイプ（A系）の2種がそれぞれの症状に存在する。
またブランドロゴは、旧カネボウ時代に使われていた字体をそのまま利用し、旧カネボウの商標として使われていた鐘のマークもそのままブランドマークとして使用されている（鐘のマークについては、止瀉薬の「ワカ末錠」など、同社の他の製品にも使われていたが、パッケージの小変更等もあり、2016年9月時点では使用されなくなった）。
なお、製品名には「カンポウ専科」が用いられない。また、「ベルエムピ」や「ワカゲン錠」などのようにシリーズ内のサブブランドが存在していた。
2012年からはOTC医薬品の記載要領変更に伴う改訂に合わせて、箱のフタ部分右上に「Kracie」のロゴマークが入るようになった（「ベルアベトン」や「葛根湯KIDS」では発売当初から採用済）。
2016年8月に「葛根湯」などのかぜ症状向けの製品すべてが「クラシエの漢方 かぜシリーズ」に移行したのを皮切りに、かぜ症状向け以外の製品も順次「クラシエの漢方」へ移行され、「カンポウ専科」のシリーズ名が用いられなくなった。オンジエキス製剤の「アレデル顆粒」や、「ヨクイノーゲンホワイト錠」などのように、発売当初より「クラシエの漢方」として発売されている製品もある。

## イメージキャラクター
「カンポウ専科」のかぜ薬シリーズはTVCMも放映されている。症状にあわせて6処方が用意されていることから、2007年からはイメージキャラクターにはアジア各国の若手俳優6人で結成された「カンポウ6」が出演していた。翌年の2008年にジョンフン以外のメンバーを総入れ替えし、「カンポウ6 '08」として再結成された。
- ジョンフン（韓国 - 葛根湯 - 2007年・2008年共に出演）
- グレゴリー・ウォン（香港 - 小青竜湯 - 2007年に出演）
- ダンソン・タン（台湾 - 小青竜湯 - 2008年に出演）
- スタンレー・ワン（台湾 - 銀翹散 - 2007年に出演）
- ブライアン・チャン（台湾 - 銀翹散 - 2008年に出演）
- キョン ジュン（韓国 - 柴胡桂枝湯 - 2007年に出演）
- シン・ヨンチョル（韓国 - 柴胡桂枝湯 - 2008年に出演）
- 早川諒（日本 - 五虎湯 - 2007年に出演）
- フィガロ・ツェン（台湾 - 五虎湯 - 2008年に出演）
- イ・ヨンジュ（韓国 - 麦門冬湯 - 2007年に出演）
- 川原一馬（日本 - 麦門冬湯 - 2008年に出演）

尚、2009年以降は個人での出演となっている。
- はな（2009年～2010年）
- 持田香織（2011年～2014年）
- 相武紗季（2014年～）※同社製の他の漢方薬「コッポアポ」も担当

また、2011年からはこれまでイメージキャラクターの起用が皆無だった「八味地黄丸」に石田純一を起用した。